# Cuba va / Vamos subiendo la cuesta
«Cuba va / Vamos subiendo la cuesta» es un sencillo oficial del cantautor chileno Ángel Parra como solista, lanzado originalmente en Chile en 1972. El lado A corresponde a una versión de la canción «Cuba va», compuesta por los cubanos Pablo Milanés, Noel Nicola y Silvio Rodríguez para el documental homónimo del director Félix Green. Esta canción apareció posteriormente en el álbum de Parra titulado Antología de la canción revolucionaria, vol. 1 (1992).

## Lista de canciones
| Lado A |           |                                              |          |  |
| N.º    | Título    | Música                                       | Duración |  |
| 1.     | «Cuba va» | Pablo Milanés, Noel Nicola, Silvio Rodríguez |          |  |

| Lado B |                            |             |          |  |
| N.º    | Título                     | Música      | Duración |  |
| 2.     | «Vamos subiendo la cuesta» | Ángel Parra |          |  |